# 登曲 (芒康)
登曲，位于中华人民共和国西藏自治区昌都市芒康县西部的一条河流，是澜沧江右岸支流。发源于曲登乡西北的东达拉山（东达山），上游称阿总曲，自源头向东偏北流数千米后缓缓转向东南流，至亚龙折向东，于那许附近转向南，右纳玻曲后又折向东北，最后于曲登乡邦多以东汇入澜沧江。河长60千米，流域面积1057平方千米，落差2500米。著名的318国道横贯流域，发源地东达拉山（东达山）是318国道上的重要地标。